# スロバキア
- スロバキア
- スロヴァキア

スロバキア共和国
Slovenská republika

国の標語：なし
国歌：Nad Tatrou sa blýska（スロバキア語）
稲妻がタトラの上を走り去り

1. 
2. 
3. 
4. 

スロバキア共和国（スロバキアきょうわこく、スロバキア語: Slovenská republika、通称スロバキア）は、中央ヨーロッパの共和制国家。首都はブラチスラヴァ。北西にチェコ、北にポーランド、東にウクライナ、南にハンガリー、南西にオーストリアと隣接する。

## 概要
国体が常に激しく変化して来た歴史を持つ国家の一つである。古代にはサモ王国（623年 - 658年）・モラヴィア王国として独立を保った期間もあったが、この地のスラブ人は1000年間少数民族としてハンガリー王国の支配下に置かれていた。ハンガリーにとっても歴史的に重要な地域であり、多くのハンガリー人の出身地、ハンガリー貴族の発祥地でもある（元来スラブ系で、ハンガリー文化に同化した者も多い）。
第一次世界大戦後、オーストリア・ハンガリー帝国からチェコと合併するかたちで独立し、1989年のビロード革命による共産党政権崩壊を経て、1993年1月1日にチェコスロバキアから分離独立し現在に至る。

## 国名
正式名称（スロバキア語）はSlovenská republika、通称 Slovensko。
日本語の表記はスロバキア共和国、通称スロバキア。英語表記は Slovakia、国民・形容詞ともSlovak。漢字表記は斯拉仏克。
スロバキア語で「スロヴェンスコ」という国名は「スラヴ人の地」を意味する。スラヴに語源を持つのはスロベニア共和国やクロアチアのスラボニア地方とも同じであるため、これらは類似した国名になっている。

## 歴史

### 先史時代
ケルト人のハルシュタット文化を受け入れたイリュリア人と、より古いプロト・スラブ人のルサチア文化が栄えていたが、鉄器時代末期にウーニェチツェ文化西部群の後継であるラ・テーヌ文化に属するケルト人（コティニ人・ボイイ族）の侵略によって崩壊し、プコフ文化に転換した。

### 古代ローマ
1世紀ごろゲルマン人、ダキア人が侵略し、ローマ帝国の拡大でプコフ文化が消滅した。マルコマンニ戦争のパンノニア遠征（168年 - 169年）。

### 民族移動時代
2世紀および3世紀にフン族が、5 - 6世紀ごろにゲルマン人（東ゴート人、ランゴバルド人、ゲピド人、ヘルール人）がパンノニア平原に移住してきた。568年にはアヴァール人が占領し、アヴァール可汗国を樹立。623年、スラブ人の反乱が成功してサモ王国（623年 - 658年）が樹立された。

### 大モラヴィア王国

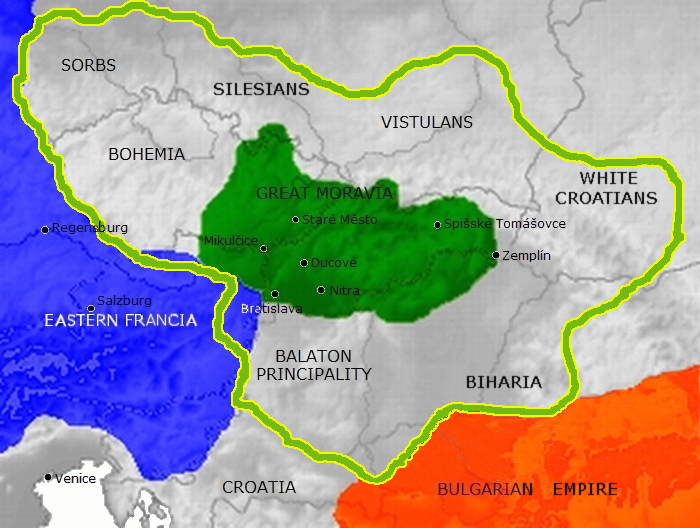
モラヴィア王国の版図（緑、870年）。緑の線がスヴァトプルク1世による最盛期（894年）

9世紀に現在のスロバキア、モラヴィア、ボヘミア、シレジア地方に大モラヴィア王国が成立。スロバキアでは大モラヴィア王国がスロバキア人による王国であると主張する者もいるが、歴史学的には証明できる事実ではない。また、この地域のスラブ人が現在のように簡単にチェコ人、スロバキア人などというように分類できない面があった。

### ハンガリー王国時代

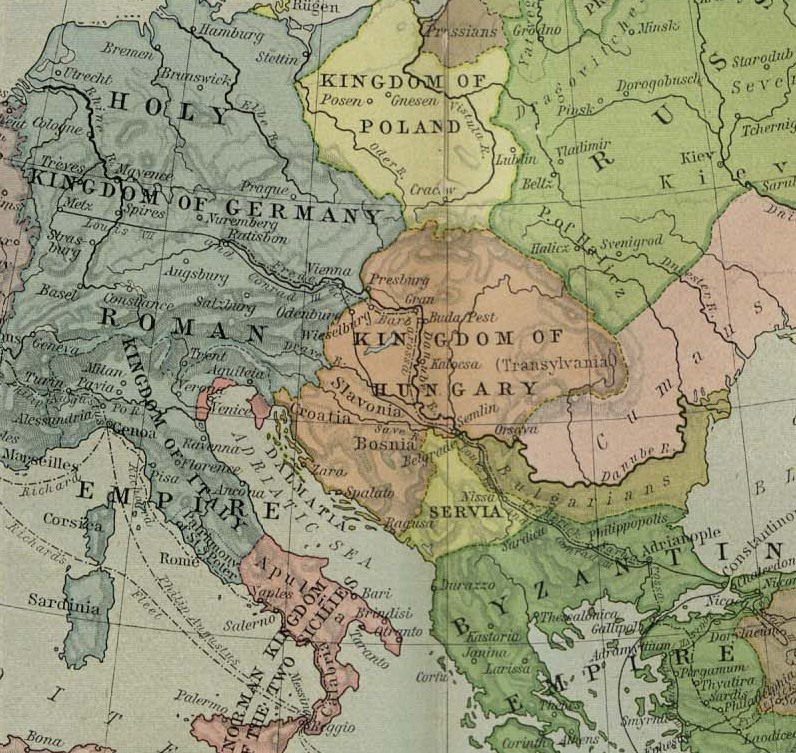
12世紀のハンガリー王国

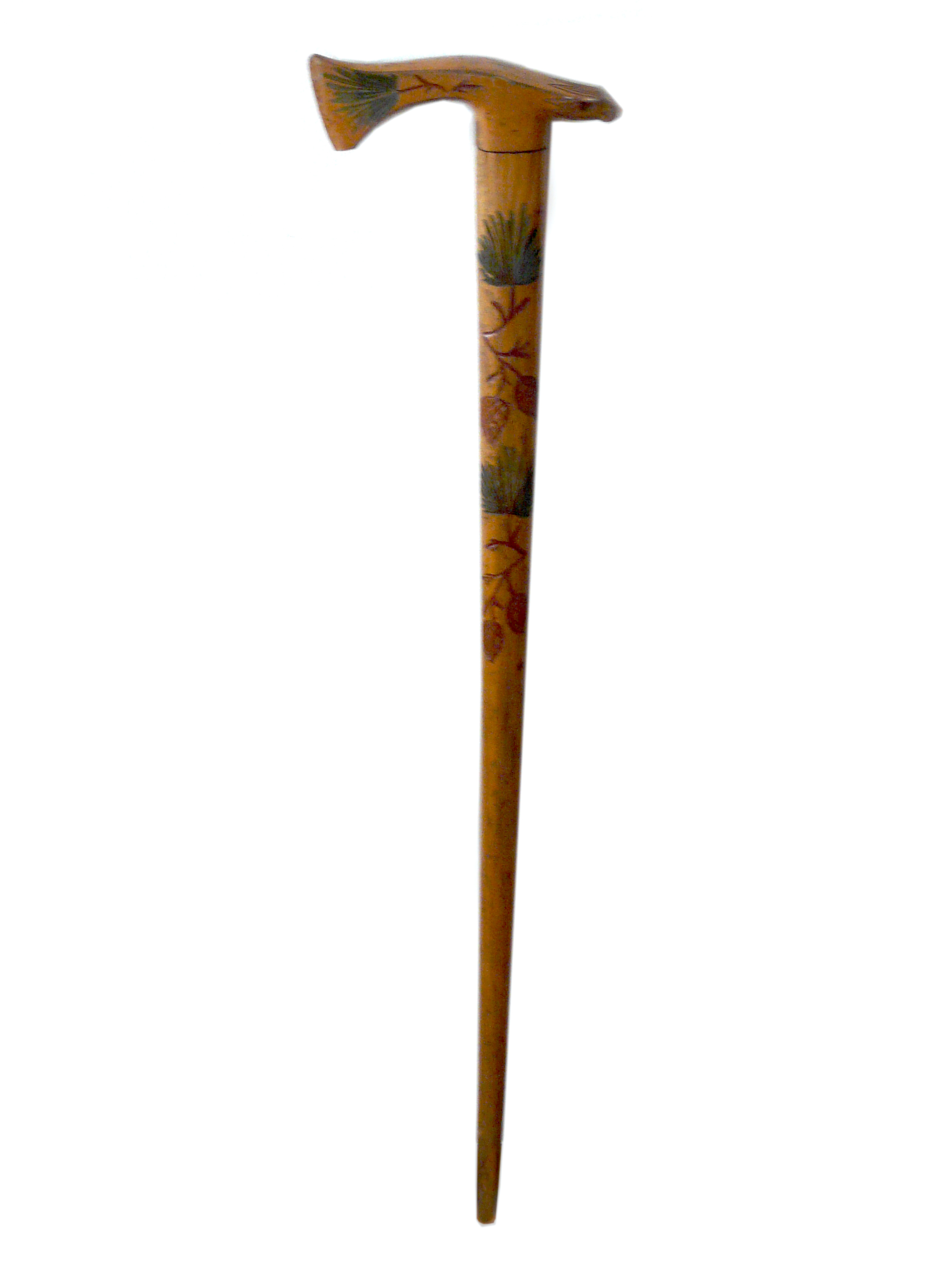
マジャル人が用いていたとされる『羊飼いの斧』と呼ばれる武器の木製レプリカ。
独特の装飾が施されている。

10世紀になるとマジャル人の侵入を受け、ハンガリー王国が成立すると、この地域は北部ハンガリーと呼ばれ、ハンガリーの一地域として扱われるようになる。ただし、ハンガリーに比べてスラヴ人の多い地域であった。さらにオスマン帝国がハンガリーに侵入すると、王領ハンガリーの一部としてオーストリア大公国の支配を受けるようになり、ブラチスラヴァ（ポジョニー）にハンガリー王国の首都が移され、ハンガリーにとっても北部ハンガリーは重要な地域とみなされるようになった。この首都移転は北部ハンガリーの人口バランスを狂わせるもので、増加したマジャル人に対して北部ハンガリーのスラヴ人の反感は高まった。この時期、チェコはハプスブルク家を皇帝とするドイツ人諸邦連合である神聖ローマ帝国の一員（首都が置かれたことすらある）であったが、スロバキアはハンガリーとともにハプスブルクの支配は受けつつもその枠外とされていた。すなわち、ハプスブルク家は神聖ローマ帝国内（現在のオーストリア、チェコ、北イタリア）と外にまたがって版図を持っていたことになる。

### オーストリア帝国時代
19世紀半ば、オーストリア帝国時代、民族主義の流れによって周辺のスラヴ人がそれぞれクロアチア人（「クロアチアのスラヴ人」から）、ボヘミア人（「ボヘミアのスラヴ人」から）と呼び名を変えていく中で、北部ハンガリーでは自らの地域・北部ハンガリー地域のスラブ語に転化したスロバキアと名づけ、自らをスロバキア人、自分たちが話す言語をスロバキア語であると主張するようになった。またこのころ、勢力の大きいマジャル人に対して、チェコ人（チェック人）とスロバキア人の連合が主張され始めるようになった。

### チェコスロバキア独立

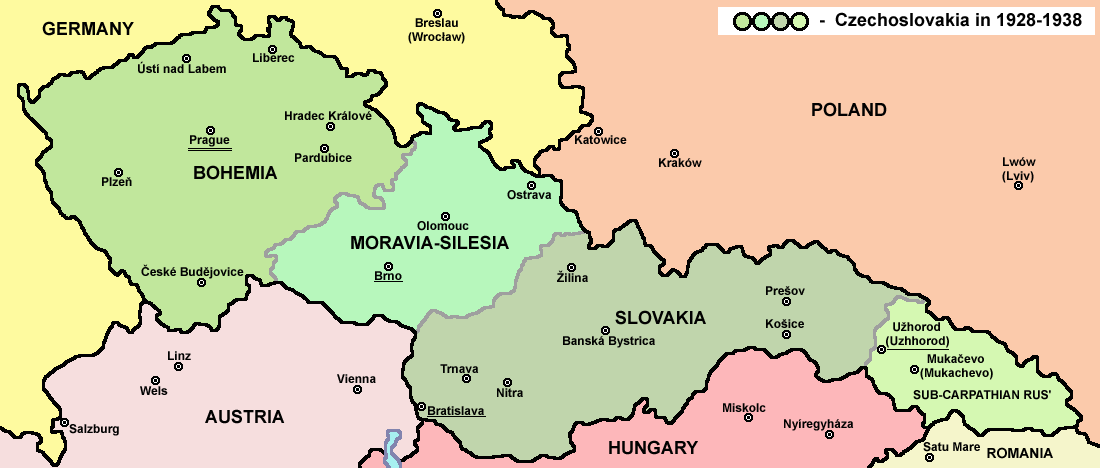
戦間期のチェコスロバキア

オーストリア・ハンガリー二重帝国体制下においてはチェコ、スロバキアはともに連邦国家構想を支持していたが、第一次世界大戦の終了とともにオーストリア・ハンガリー帝国は崩壊した。1918年、独立運動の指導者トマーシュ・マサリクは、チェコスロバキアは民族自決の対象となる単一のチェコスロバキア人国家として独立を宣言した。さらにハンガリーに侵入し、北部ハンガリーのほとんどの地域をハンガリーから収奪した。これが現在のスロバキア国家の基本的な領土となっている。しかし、この行動はハンガリーなどで領土回復運動が高まるきっかけとなった。

### スロバキア共和国（1939年 - 1945年）

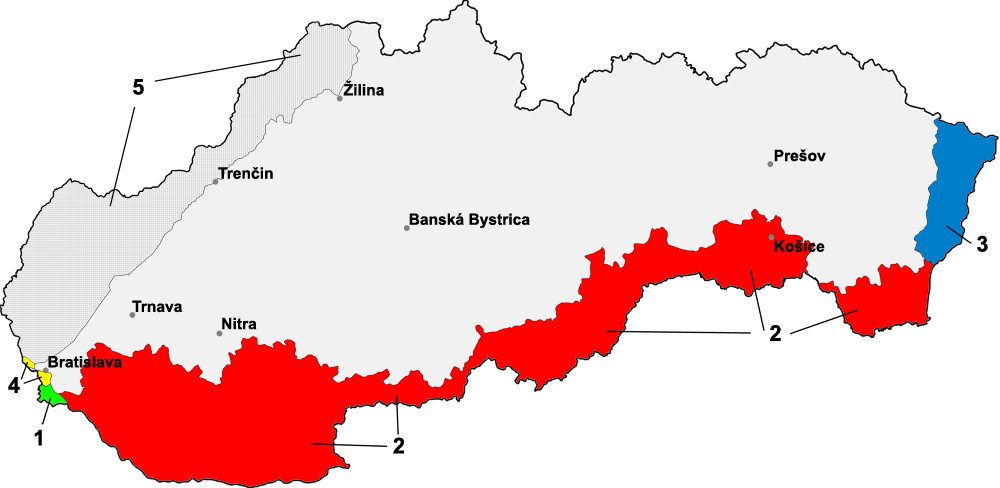
スロバキア共和国。赤がハンガリーに割譲された地域

スロバキア共和国は1939年3月14日から1945年5月8日まで存在していた共和国である。ナチス・ドイツの同盟国かつ保護国であった。

ドイツがポーランドと他の領域への攻撃を行うための潜在的な戦略基地として、建国された。
- 1938年9月29日、ミュンヘン会談。ハンガリーのスロバキア領要求が列強に確認される。
- 1938年11月2日、第一次ウィーン裁定。南部スロバキアをハンガリーに割譲することが決まる。
- 1938年11月9日、スロバキア自治政府が成立。
- 1938年11月30日、チェコスロバキアの国名がチェコ＝スロバキア共和国（英語版）に変更される。
- 1939年3月14日、ナチス・ドイツの支援により、ヨゼフ・ティソを国家元首としてスロバキアはチェコ＝スロバキアから独立（チェコスロバキア併合）し、ドイツの保護国としてスロバキア共和国が成立した。ほぼ同時に東部のカルパト・ウクライナ地方も独立を宣言するが、ほどなくハンガリーに占領される。
  - 3月23日、ハンガリーがスロバキアに侵攻（スロバキア・ハンガリー戦争（英語版））。ドイツの仲介により、南部スロバキアをハンガリーに割譲（ハンガリー領カルパティア・ルテニア）。第二次世界大戦後はソビエト連邦領になる。現在はウクライナ領ザカルパッチャ州。
- 1939年9月1日、ポーランド侵攻に参加し、枢軸国として第二次世界大戦に参戦。
- 1944年8月29日、スロバキア民衆蜂起。
- 1945年4月4日、ブラチスラヴァをソ連赤軍が占領。

### 共産党体制下のチェコスロバキア（1945年 - 1989年）

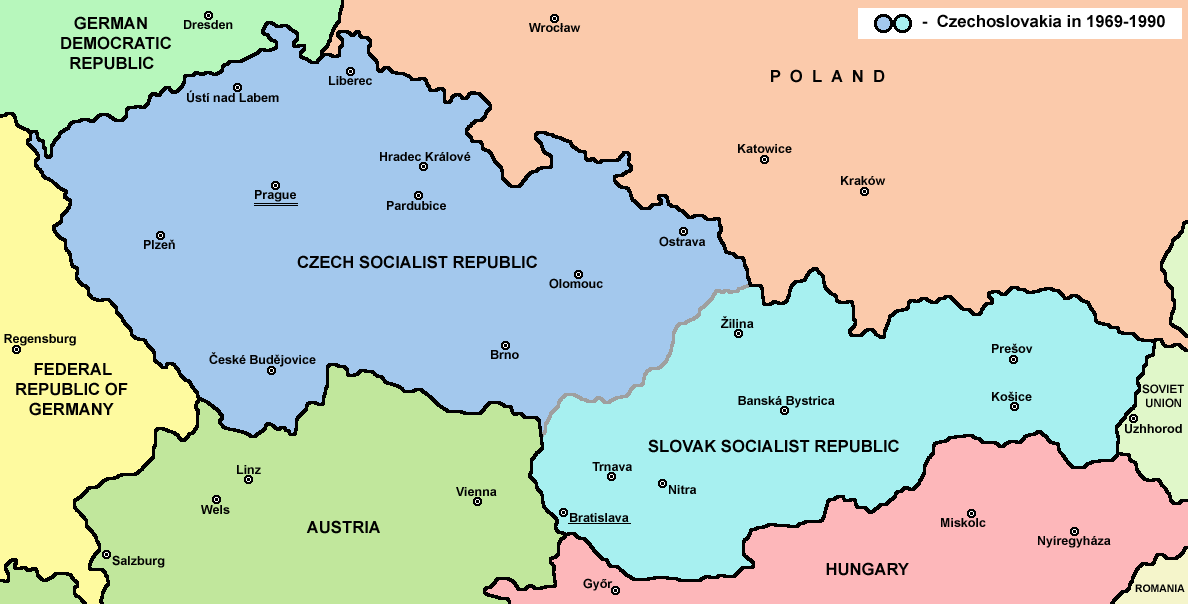
共産党体制下のチェコスロバキア

チェコスロバキアは、1918年から1992年にかけて中央ヨーロッパに存在した連邦国家である。現在のチェコ共和国およびスロバキア共和国により構成されていたが、1993年1月1日、チェコスロバキアはビロード離婚によってチェコ共和国とスロバキア共和国に分離、並びに連邦制を解消した。
- 1945年 チェコスロバキア亡命政府が帰国、チェコスロバキア共和国が再興される。
- 1948年 共産党政権が成立（二月政変）。
- 1960年 国名をチェコスロバキア社会主義共和国に改称。
- 1969年 「プラハの春」とソ連を含むワルシャワ条約機構5か国の軍が介入（チェコスロバキア侵攻）後、分権化の要求に応えて連邦制が導入され、チェコスロバキア社会主義共和国（国名は変わらず）を構成する「スロバキア社会主義共和国」が発足。しかし、スロバキア人のフサーク政権が推進した「正常化」路線で連邦政府への再度の中央集権強化が行われたため、両共和国の権限は形骸化した。

### 民主化から連邦解体へ（1989年 - 1992年）
- 1989年11月、ビロード革命。共産党政権が解体される。
- 1990年3月、スロバキア社会主義共和国が国名を「スロバキア共和国」に改称。
- 1990年4月、ハイフン戦争の末、チェコスロバキア社会主義共和国が国名をチェコおよびスロバキア連邦共和国に改称。
- 1992年11月、チェコスロバキア連邦議会でチェコ共和国とスロバキア共和国の連邦解消法が可決成立する。

### スロバキア共和国（1993年 - ）
- 1993年1月1日、チェコとの連邦を解消（ビロード離婚）。
- 2000年12月、経済協力開発機構（OECD）加盟。
- 2004年3月29日、北大西洋条約機構（NATO）加盟。
- 2004年4月17日、新大統領に元国会議長のイヴァン・ガシュパロヴィッチが当選。
- 2004年5月1日、欧州連合（EU）に加盟。
- 2006年6月、総選挙が行われる。
- 2006年7月5日、イラク派遣部隊を撤退させる方針を確認。2003年に地雷処理部隊など約100人をイラクに派遣していた。3人が死亡。
- 2009年1月1日、ユーロを導入。EUで16か国目。

## 政治

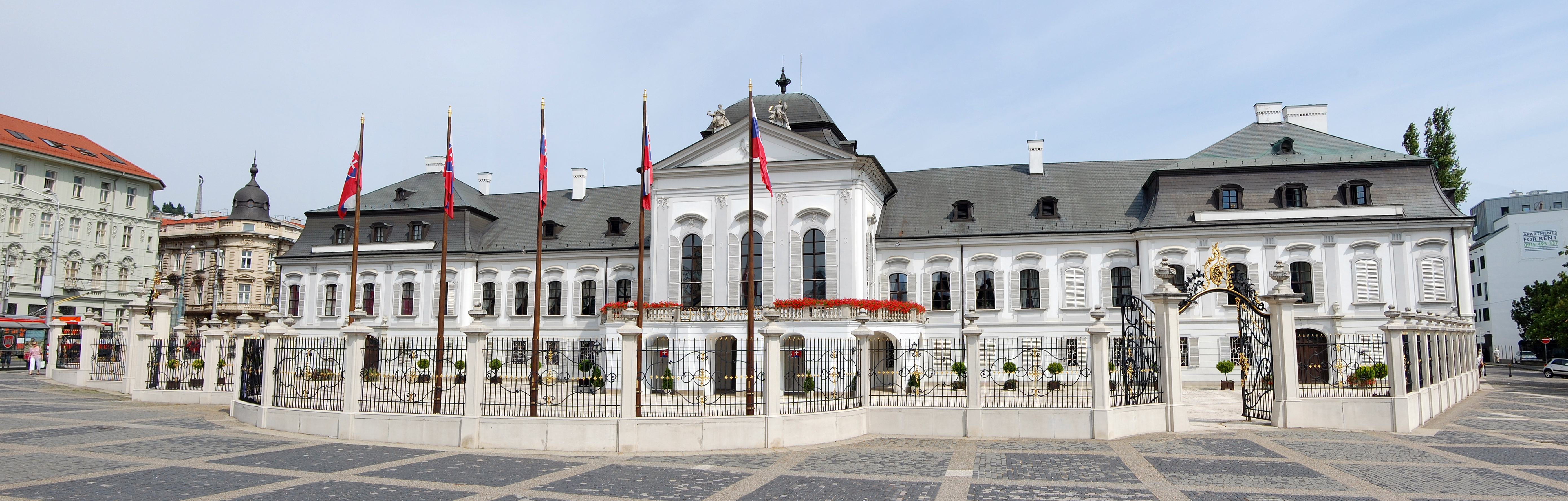
大統領宮殿

スロバキア国民議会で1992年に採択され、翌年1月の連邦制解消とともに発効した新憲法は、スロバキアを議会制民主主義国家と規定している。
国家元首は任期5年の大統領である。当初は議会により選出されていたが、1999年に直接選挙による選出となった。
立法府であるスロバキア共和国国民議会は任期4年、定数150の一院制。首相は国民議会の獲得議席数がもっとも多い政党から大統領が指名し、与党が議席の過半数を占めることができない場合は、改めて次点の政党から指名する。
2010年国民議会選挙では、中道左派政党のスメル（方向）・社会民主主義（SMER-SD）が議席数を伸ばして第一党の座を維持した一方、連立を組んでいた民族主義政党のスロバキア国民党（SNS）やポピュリスト政党の人民党・民主スロバキア運動（ĽS-HZDS）が惨敗し、ロベルト・フィツォ連立政権が崩壊。SMER-SD党首のフィツォは選挙後、ガシュパロヴィッチ大統領から最初に首相指名を受けたものの、過半数を占める連立政権を組むことができなかったため、第二党で中道右派政党のスロバキア民主キリスト教連合・民主党（SDKÚ-DS）選挙対策本部長を務めたラジチョヴァーが代わって首相指名を受け、中道右派の自由と連帯（SaS）、キリスト教民主運動（KDH）およびハンガリー人政党のモスト（橋、MOST-HÍD）による連立政権が発足した。
2011年11月の欧州金融安定ファシリティ機能拡充条約批准にSMER-SDが協力した際の合意に基づき、2012年3月に繰り上げ総選挙が実施された。その結果、SMER-SDが単独で議席の過半数を獲得し、政権を奪回。SMER-SD党首のロベルト・フィツォが首相となった。
2019年ズザナ・チャプトヴァーが同国初の女性大統領になる。
2020年国民議会選挙では、与党を担っていたスメル（方向）・社会民主主義（SMER-SD）・スロバキア国民党（SNS）・「架け橋」（Most－Hid）が大敗し、中道右派の「普通の人々・独立した人達」（OLaNO）を第1党とする右派連立政権が誕生した。この政権交代は、スメル（方向）・社会民主主義党議員とマフィアの関係を追っていたジャーナリストのヤン・クツィアクが2018年2月に婚約者とともに殺害された事件により、国民の信頼が損なわれたことが背景にある。

## 国際関係
歴史的に反露で知られるバルト三国やポーランド等の周辺東欧諸国とは異なり国民の間の対露関係は良好で親露的とされている。これはウクライナ西部からスロバキアにまたがって在住してきたルシン人やルテニア人が、ロシアとの一体を求める汎スラヴ主義であり、歴史的にウクライナ西部のザカルパッチャ州に多く住み、親ナチスの反共主義と共闘してきたウクライナ民族主義からの迫害を受け、スロバキアのナチスドイツ支配からの開放をもたらしたのはソ連赤軍であったという側面も大きい。

## 地理

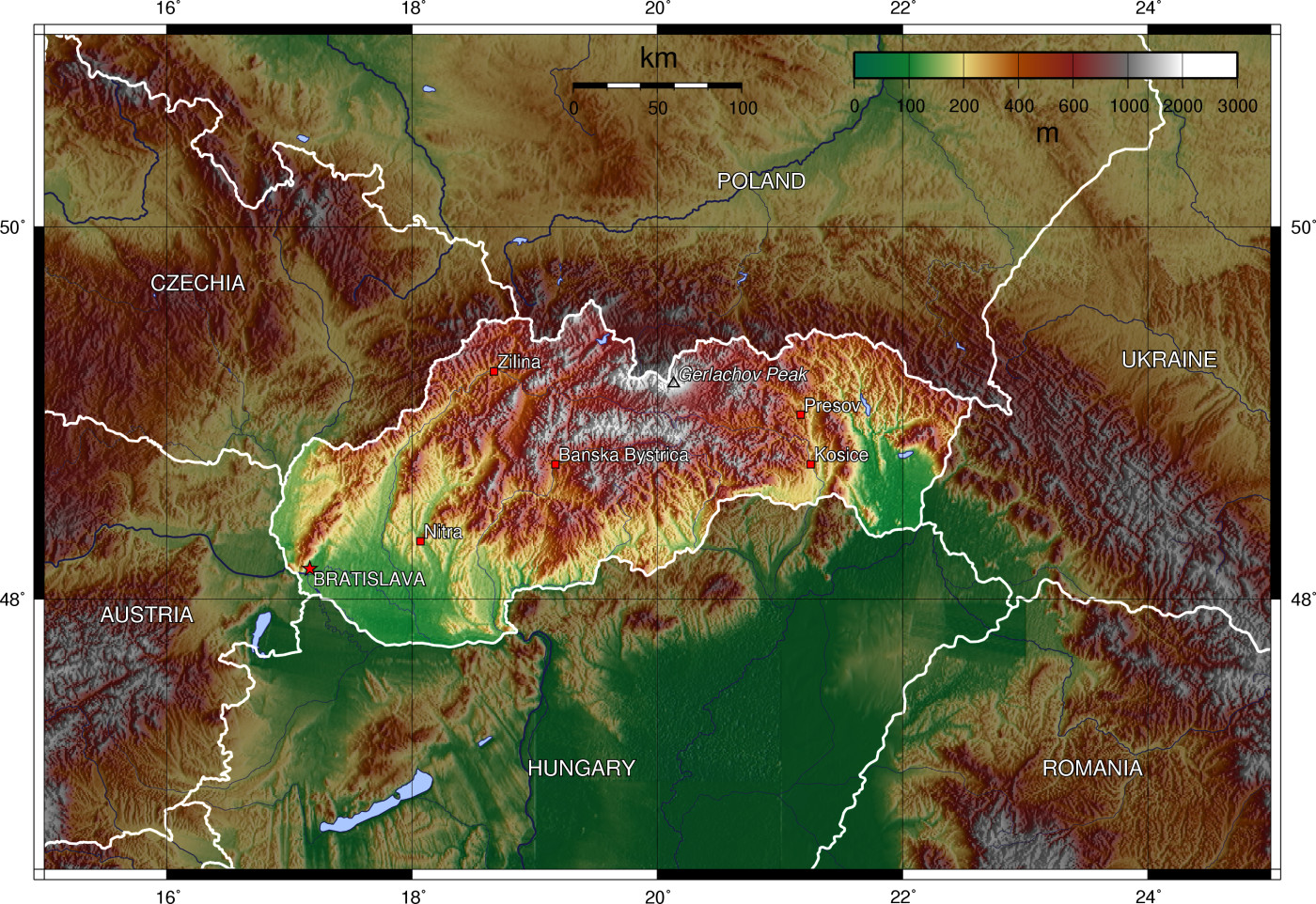
スロバキアの地形図

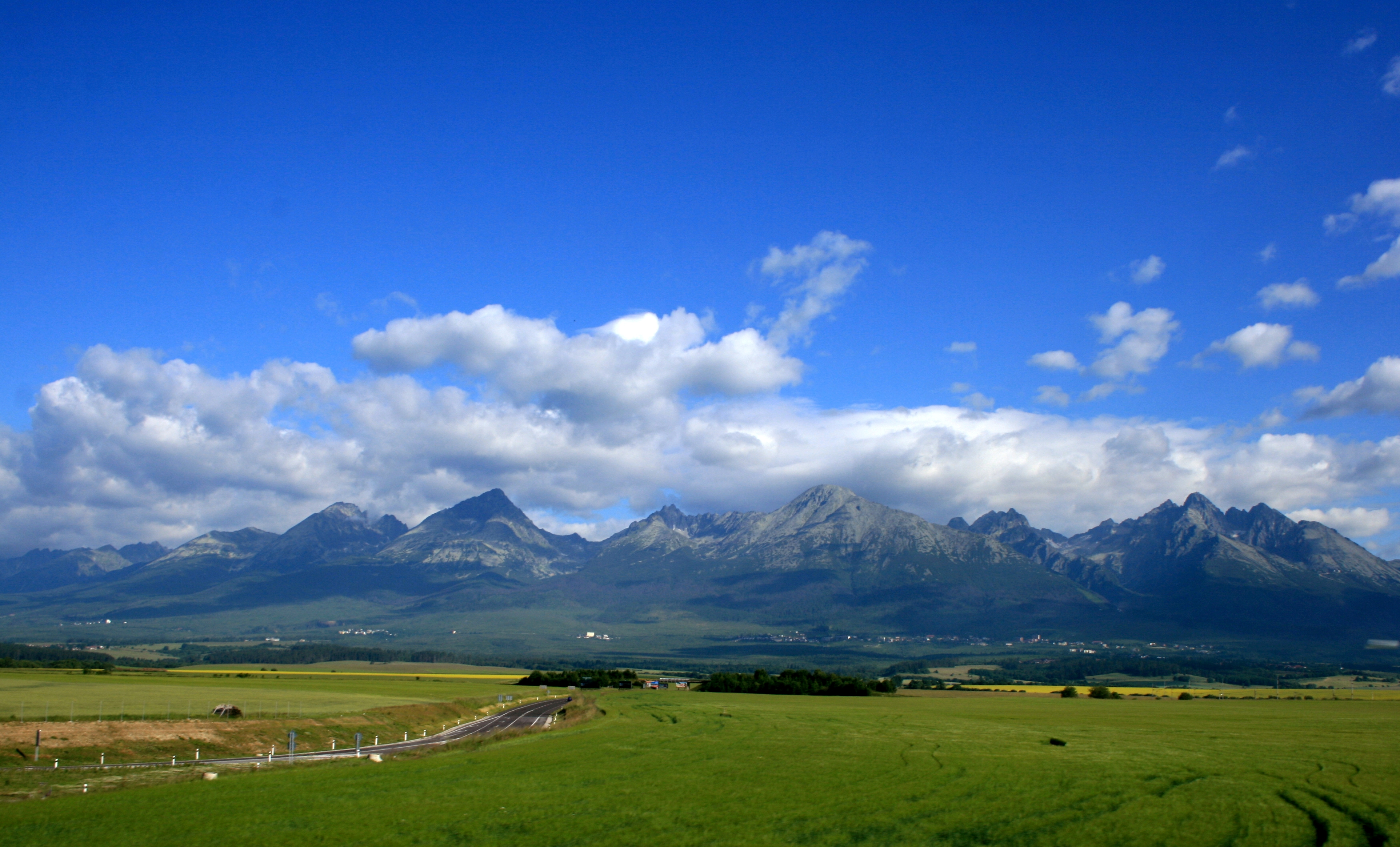
ゴータトラ山

### 気候
スロバキアの国土は東西400キロメートル、南北200キロメートルという比較的小規模なものである。しかしながら、国土面積に比べて気候は変化に富んでいる。首都ブラチスラヴァの位置する西部と中央部はケッペンの気候区分でいう温暖湿潤気候（Cfa）、東部は湿潤大陸性気候（Dfb）である。ブラチスラヴァの平均気温は0.3度（1月）、22.0度（7月）。年平均降水量は574.3ミリである。高度が上がるほど雨量が増し、中央北部のタトラ山地では2,000ミリに達する。
このような気候を受け、国土の3分の1が森林であるほか、ステップ性の草原も残っている。

### 生物多様性
スロバキアでは150種以上の植物が絶滅の危機に瀕している。また、外来種は国内に自生する植物の24%を占めており、同国では平均して年間3種類から5種類の外来植物が生息する状態となっている。

## 地方行政区分

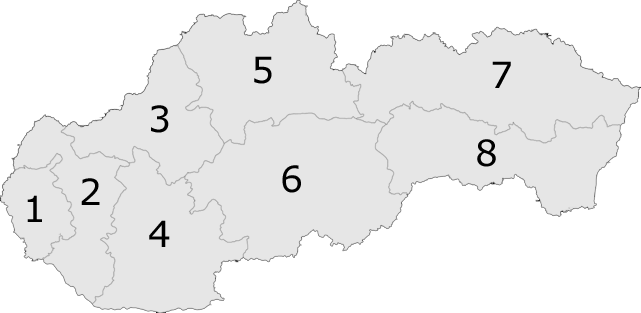
図中の番号は本文の括弧内のものと対応する

スロバキアは連邦制解消後の1996年に大規模な地方行政区分の再編が行われ、現在は8つの県（Kraj）が設けられている。
- 西部スロバキア地方

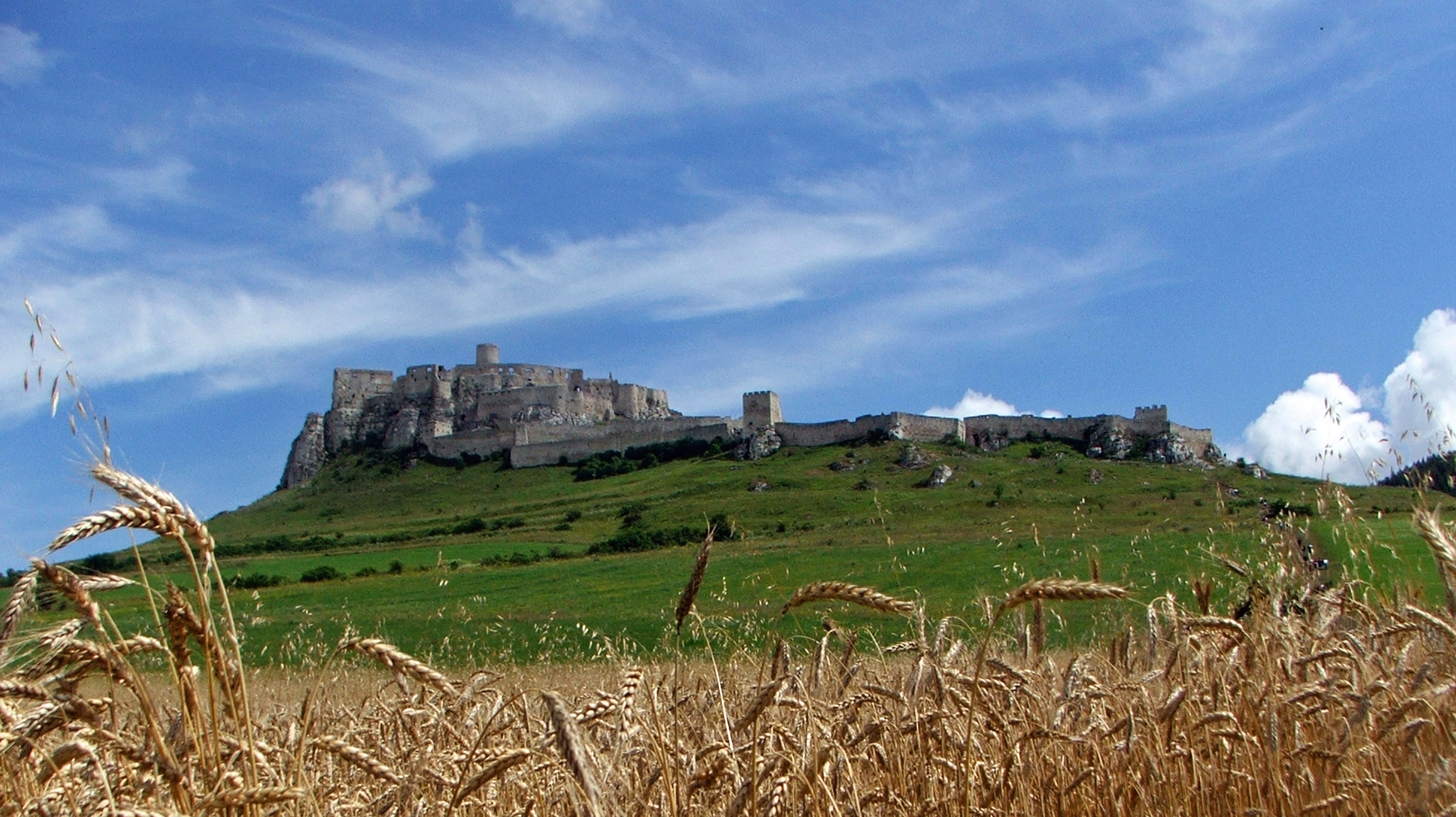
スピシュスキー城（スピシュスケー・ポドフラジエ）

  -  ブラチスラヴァ県（1）
  -  トルナヴァ県（2）
  -  トレンチーン県（3）
  -  ニトラ県（4）
- 中部スロバキア地方
  -  ジリナ県（5）
  -  バンスカー・ビストリツァ県（6）
- 東部スロバキア地方
  -  プレショフ県（7）
  -  コシツェ県（8）

第二次世界大戦前のチェコスロバキア時代はkrajより上位のKrajina（州）区分があり、「スロバキア州」（krajina Slovenská）が設けられていた。戦後は6県、のち3県に再編されたあと、ブラチスラヴァ、西部スロバキア、中部スロバキア、東部スロバキアの4県体制が1990年まで続いた。
県の下位には78のOkres（郡）および138のMesto（市）と、4つのVojenský obvod（軍区）を含む2,883のObec（村）が設けられている。

### 主要都市
| 都市                     | 県                         | 人口（2019年） |
| ------------------------ | -------------------------- | -------------- |
| ブラチスラヴァ           | ブラチスラヴァ県           | 437,725        |
| コシツェ                 | コシツェ県                 | 238,593        |
| プレショフ               | プレショフ県               | 88,464         |
| ジリナ                   | ジリナ県                   | 80,727         |
| バンスカー・ビストリツァ | バンスカー・ビストリツァ県 | 78,084         |
| ニトラ                   | ニトラ県                   | 76,533         |
| トルナヴァ               | トルナヴァ県               | 65,033         |
| トレンチーン             | トレンチーン県             | 55,383         |
| マルチン                 | ジリナ県                   | 54,168         |
| ポプラト                 | プレショフ県               | 51,235         |

## 経済

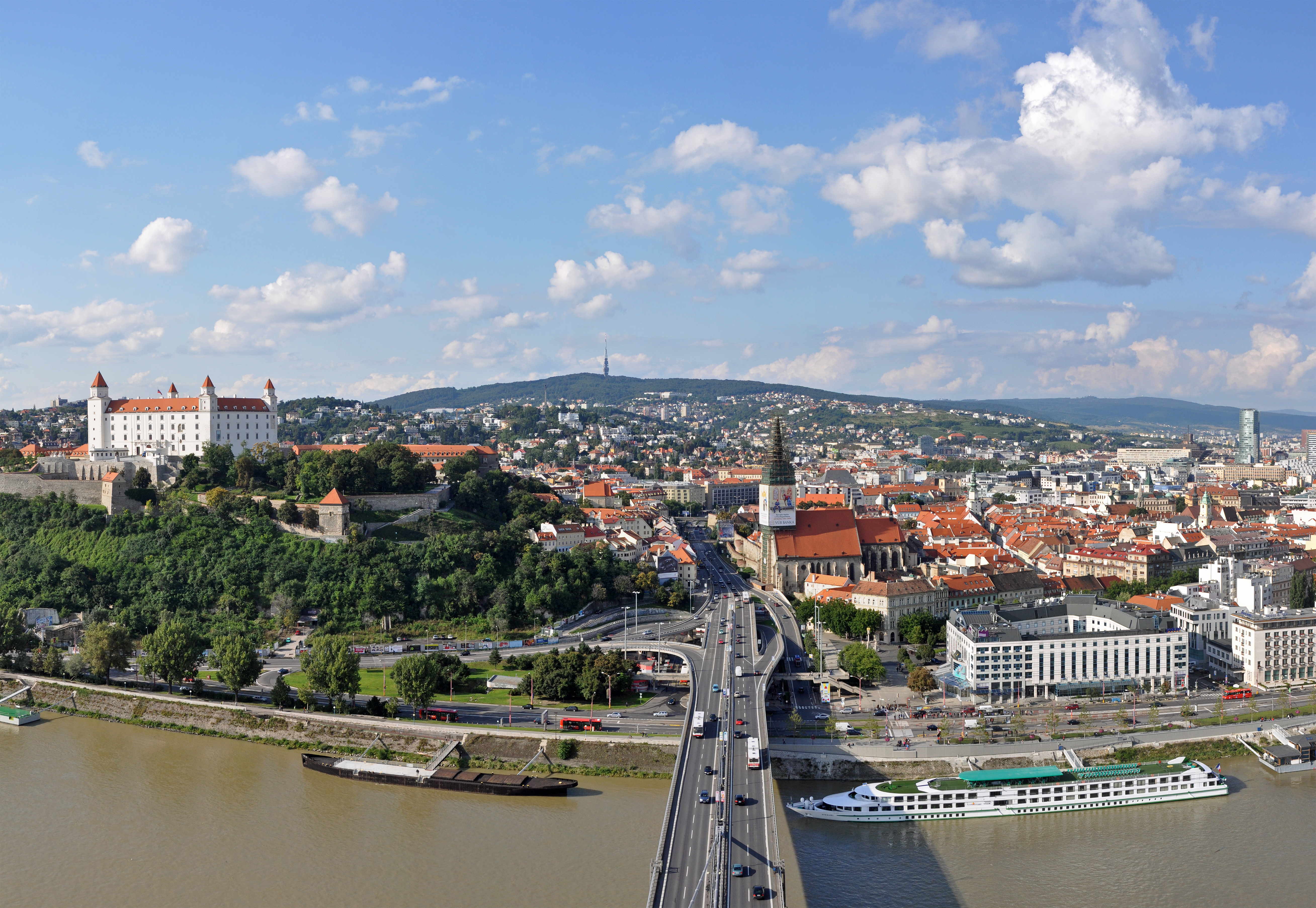
首都ブラチスラヴァ

工業国のチェコに比べ、スロバキアは昔から農業国であったが、最近ではフランスのPSA・プジョーシトロエンや韓国の起亜自動車が工場を設立している。2009年1月1日に通貨をスロバキア・コルナからユーロに切り替えた。

### 鉱業
スロバキアはマグネシウムを中心とした無機鉱物資源に恵まれている。マグネシウムの産出量は2016年時点で世界第7位、シェア4.5%の50万トン。鉄鉱、金鉱も採掘されている。有機鉱物資源は342万トンの亜炭・褐炭が中心である。ただし、原油の産出量は4.6万トンに留まる。

## 交通
高速道路が4路線 (D1 - D4) と自動車専用道路が8路線 (R1 - R8) 指定されているが、その多くが建設中である。このうちD1高速道路はブラチスラヴァからトルナヴァ、ニトラ、トレンチーン、ジリナ方面に至る。D2高速道路は南北方向に、チェコのプラハやブルノとハンガリーのブダペストを結んでいる。オーストリアの高速道路に直結してウィーンへ向かうA6高速道路は2007年11月19日に開通した。
航空では、国際空港が3か所ある。そのうちブラチスラヴァの北東9キロメートルに位置するブラチスラヴァ空港は国内最大の空港で、今日運航されているあらゆる航空機が離着陸できる。利用客数は順調に増加しており、2000年の27万9028人から、2018年には229万2712人に達した。そのほか、第二の空港としてコシツェにコシツェ国際空港が、第三の空港としてポプラトにポプラト＝タトリ空港がある。ポプラト＝タトリ空港の標高は718メートルで、オーストリアのインスブルック空港より150メートル高く、中央ヨーロッパで有数の高さとなっている。
鉄道はスロバキア国鉄が国内・国外の各路線を運行している。
水運では、ブラチスラヴァ港とコマールノ港が国際的な河川港となっている。北海からライン・マイン・ドナウ運河を経由して黒海に至る要衝であり、特にコマールノ港はドナウ川とヴァーフ川の合流部に位置している。

## 国民

### 住民

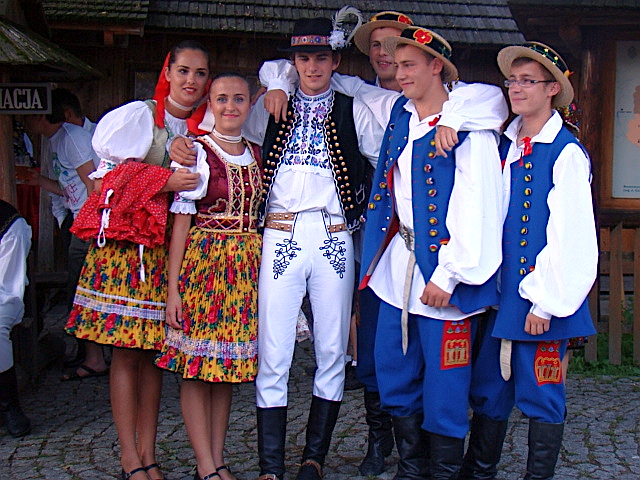
東スロバキアの民族衣装を着た人々
2010年に撮影

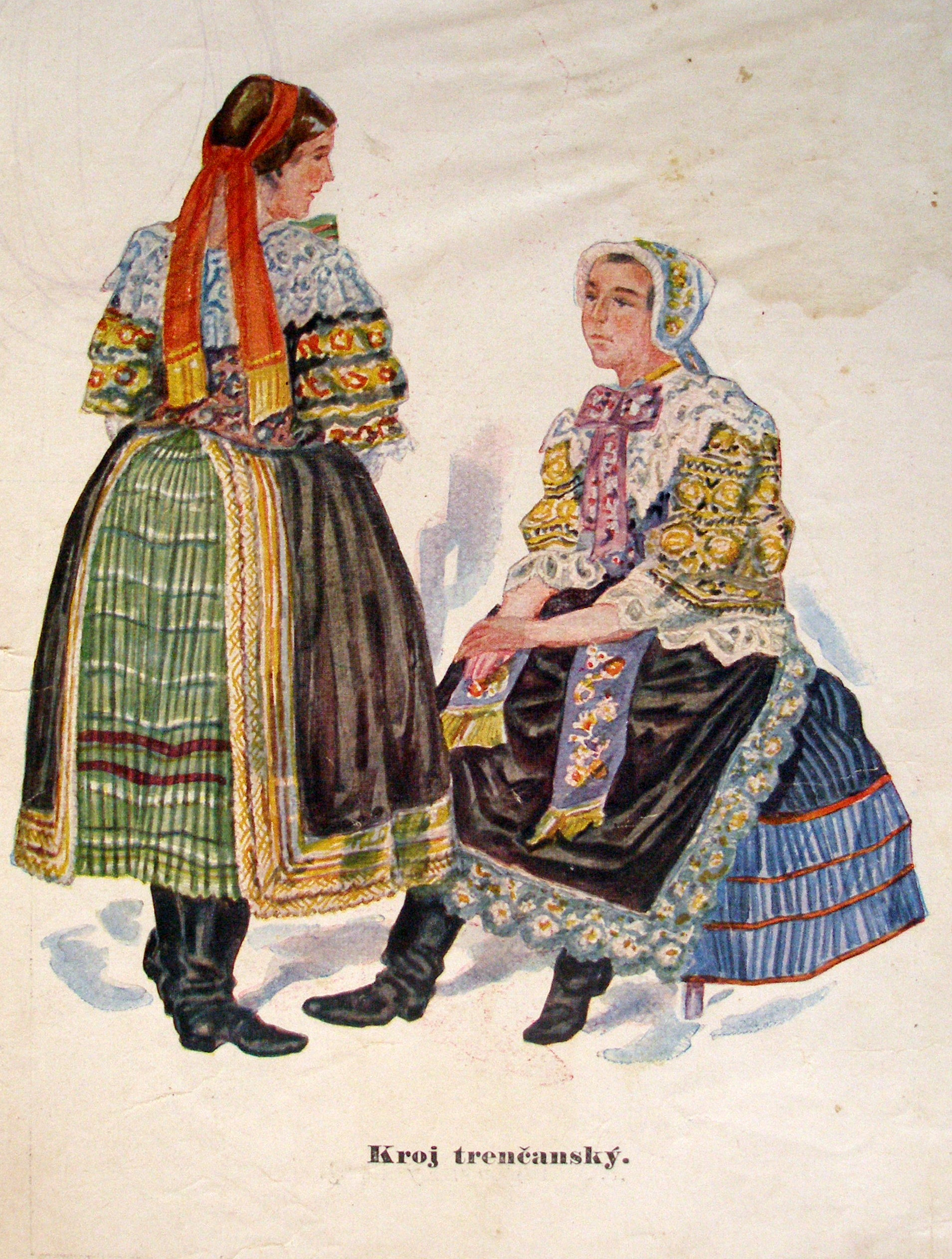
スロバキアの民族衣装をまとった女性（1920年）

2021年の国勢調査による民族構成は、スロバキア人が83.82%、マジャル人（ハンガリー人）が7.75%、ロマ人が1.23%、チェック人が0.53%、ルシン人が0.44%である。このほか、チェック人ではなくモラヴィア人、シレジア人としてのメンタリティーを持っているもの、ルテニア人・ウクライナ人、ドイツ人、ポーランド人、クロアチア人がいるがその総数はおよそ2%である。ロマ人は、スロバキアの全人口の約9%を占めるという報道もあり、世界銀行による推計では、人口に占めるロマ人の割合は約9%から約11%に達するとみられている。
現代のスロバキアは比較的均一性の高い国民国家としての性格を有している。ただし現在のような民族構成になったのは第二次世界大戦以降である。スロバキアは歴史的経緯から、マジャール人、ドイツ人（ドイツ植民）、ルテニア人（ハンガリー王国に流れ込んだウクライナ人）、ロマ（ジプシー）も多く、入り組んで住んでいた。さらにはユダヤ人のコミュニティも多かった。スロバキアのすべての町村にスロバキア語以外にハンガリー語の名称があり、また多くの都市がドイツ語名を持っているのはこのためである。
マジャル人が多いのは、かつてスロバキアが北部ハンガリーとしてハンガリー王国の領域に完全に組み込まれていたためである。スロバキア人は元来山岳民族であり、特にハンガリー平原に連続する南部平地部の住民はほとんどすべてハンガリー系住民であった。またドイツ人については、その移住の時期・理由（植民、鉱山労働、宗教的迫害など）はさまざまである。1919年のサン＝ジェルマン条約でオーストリア・ハンガリー帝国が、1920年のトリアノン条約でハンガリー王国の解体が行われ（この解体に反対するものも多かった（ドナウ連邦構想））、汎スラヴ主義に荷担したスロバキア人はかつての「ハンガリー王国による圧政」への報復として、ハンガリー人・ドイツ人の居住地を大きくえぐり取り、チェコと合併した形で独立を果たした。この過程でマジャール人とドイツ人の一部がスロバキアから追い出されている。以降マジャール人に関してはその後も一定数を占め、現在でもスロバキアにおいてもっとも大きいマイノリティー集団となっている。ドイツ人については最終的に第二次大戦後にそのほとんどが強制的に追放された。ユダヤ人については、ほかの中東欧諸国と同じように、第二次大戦を境にしてコミュニティのほぼすべてが消滅した。

### 言語
言語はスロバキア語が公用語である。また、一部でハンガリー語も使われている。またドイツ語が話せる世代も多い。英語は通じないことが多い。

### 宗教
2021年の調査によるとカトリックがもっとも多く55.8%を占める。次いでルーテル派が5.3%、カルヴァン派が1.6%、ギリシャ・カトリックが4%、東方正教会が0.9%などである。無宗教は23.8%、無回答は6.5%であった。

### 教育
義務教育は10年となっている。1990年代以降は教会所有の私立学校も増えて来ている。

### 保健
スロバキアは伝染病に悩まされている面を持つ。伝染病による死亡率は2015年時点で、ヨーロッパにおいて4番目（人口10万人あたり35人）の高さを示している。

## 社会
スロバキアはヨーロッパで17番目に汚職の多い国であり、海外諸国から「政治および司法制度が腐敗している」との激しい批判があった。特に、2011年12月に発生したゴリラ・スキャンダルにおいては抗議運動が生起するほどの騒動となった。現在も、ヨーロッパにおいて汚職が目立つ国家の一つとして注視されている面がある。

## 治安
スロバキアの治安は同国内務省の発表によれば、2019年中の犯罪件数が58,829件で、前年と比較して2,563件減少しているとされる。近年、スロバキアの犯罪件数は減少傾向にあり、近隣諸国と比べて治安情勢が悪いということはないものの、犯罪の類型としては、置き引きや集団スリ、車上荒らし、空き巣などの一般犯罪が目立っており、同国に滞在する際には特にこれらの犯罪に注意を払う必要が求められている。

### 警察
スロバキアにおける公安任務は、現地警察（警察隊と市町村警察）および憲兵によって実施されている。

## 文化

### 食文化
- ワインについてはスロバキアワイン、ビールについてはスロバキアのビール（英語版）を参照。

### 文学

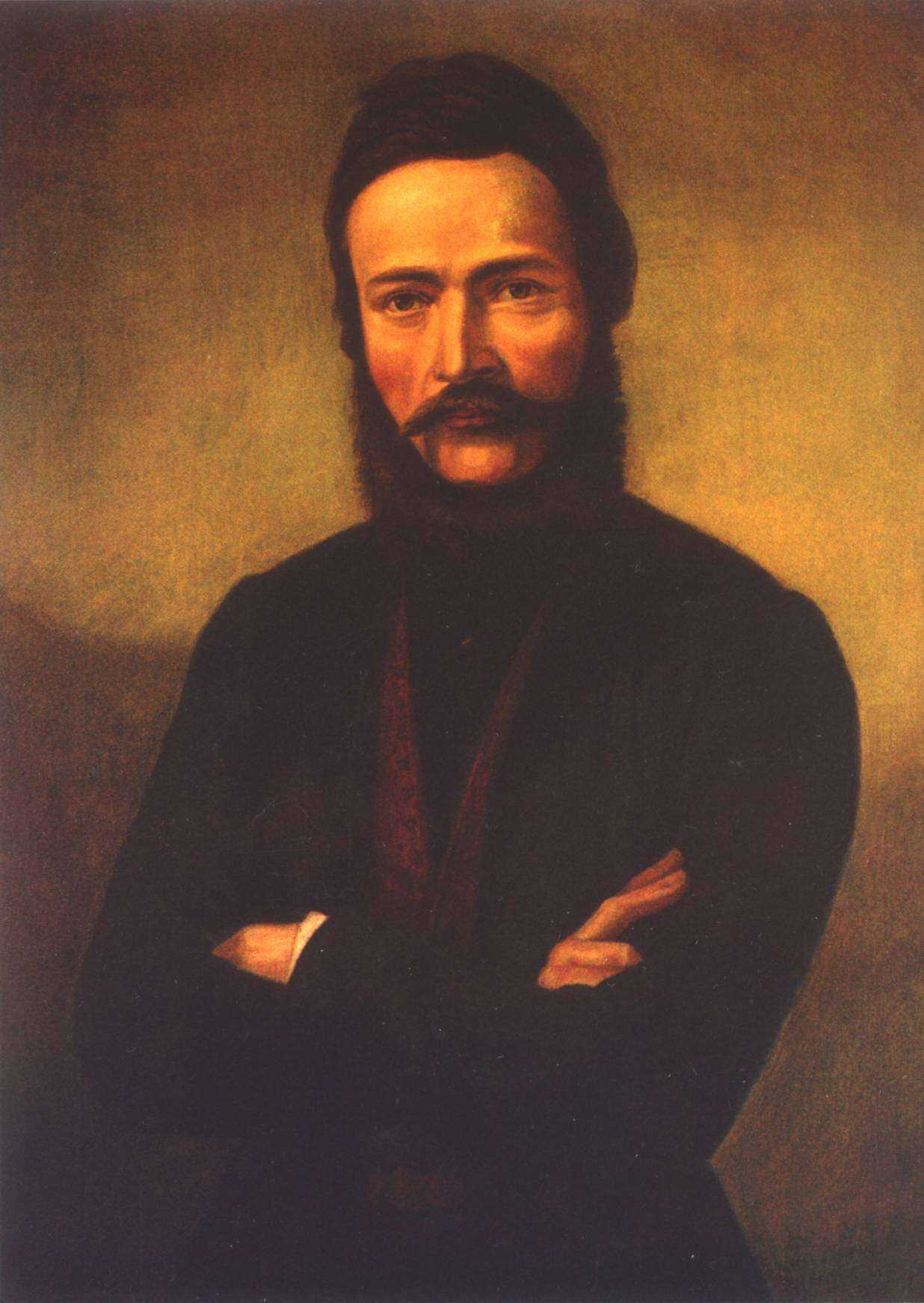
リュドヴィート・シュトゥール

リュドヴィート・シュトゥールは、オーストリア帝国出身のハンガリー人であるが、スロバキアの言語学者として活動していた

### 音楽

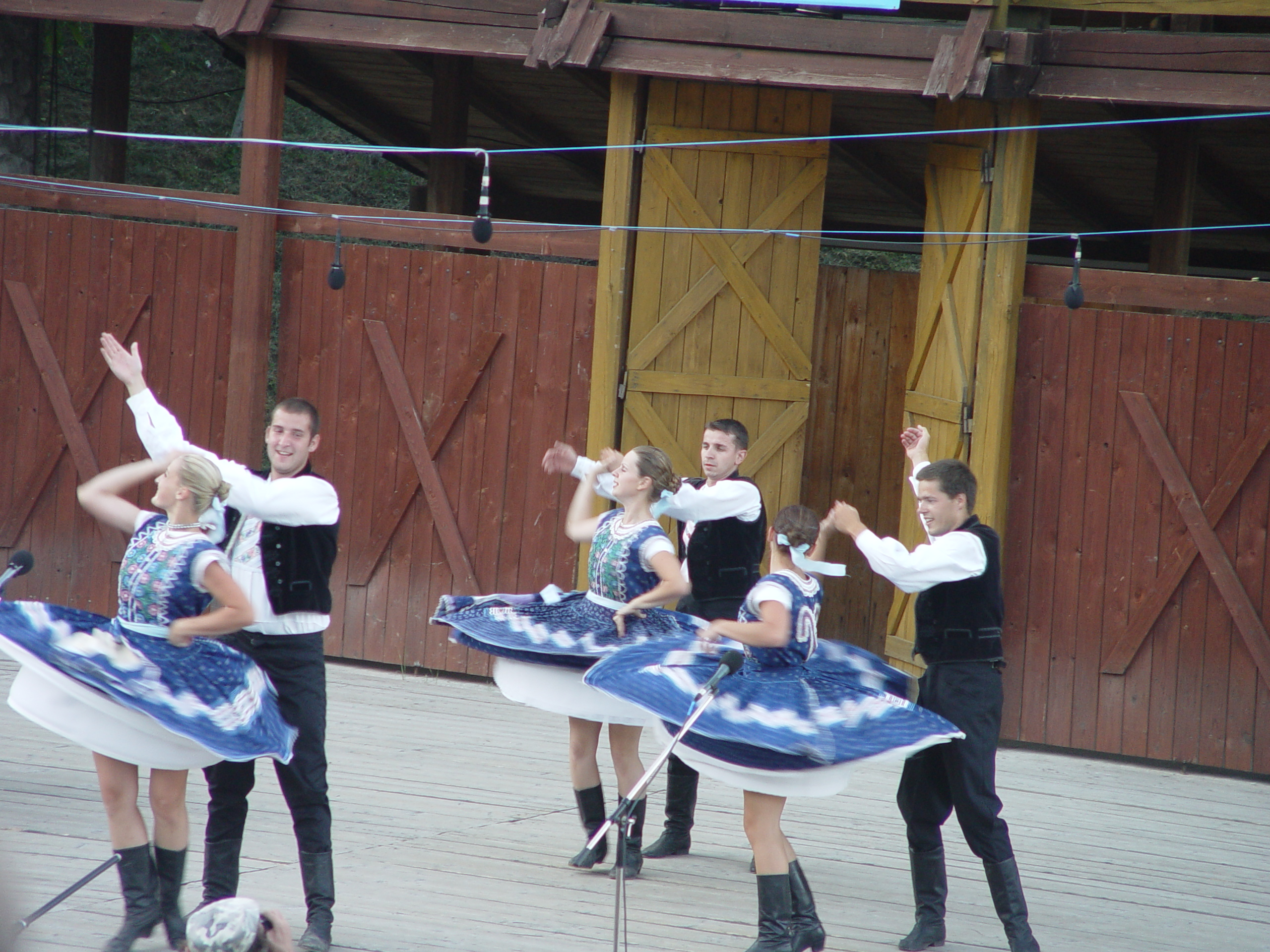
スロバキア舞踊を披露する人々

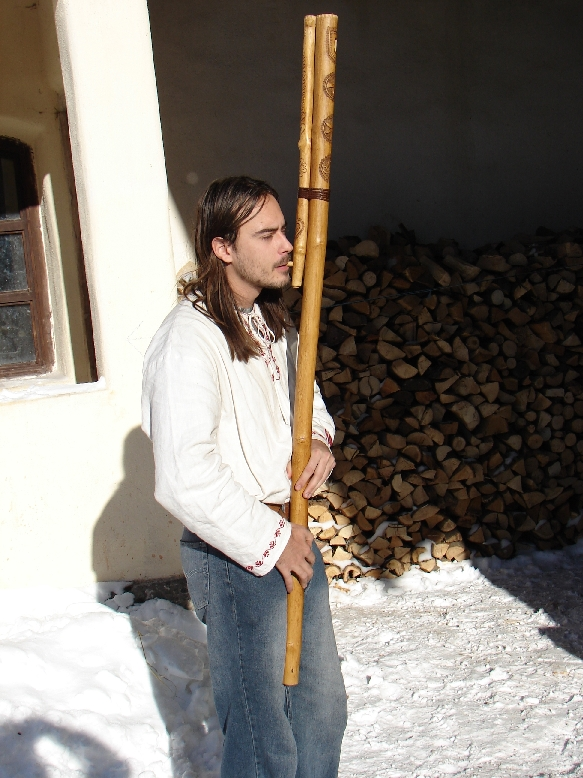
フヤラはスロバキアの伝統的な木管楽器であり、羊飼いの笛が基となっている

スロバキアの音楽は近隣国家地域の音楽文化の影響を受けている面を持っている。また、歴史的に数々の音楽家や楽団を輩出して来ている。
作曲家
- アレクサンデル・モイゼス
- エウゲン・スホニュ
- ヤーン・ツィケル
- ヴラディミール・ゴダール
- ペテル・マハイジック

オーケストラ
- スロバキア・フィルハーモニー管弦楽団
- スロバキア放送交響楽団
- スロバキア国立コシツェ・フィルハーモニー管弦楽団

### 建築

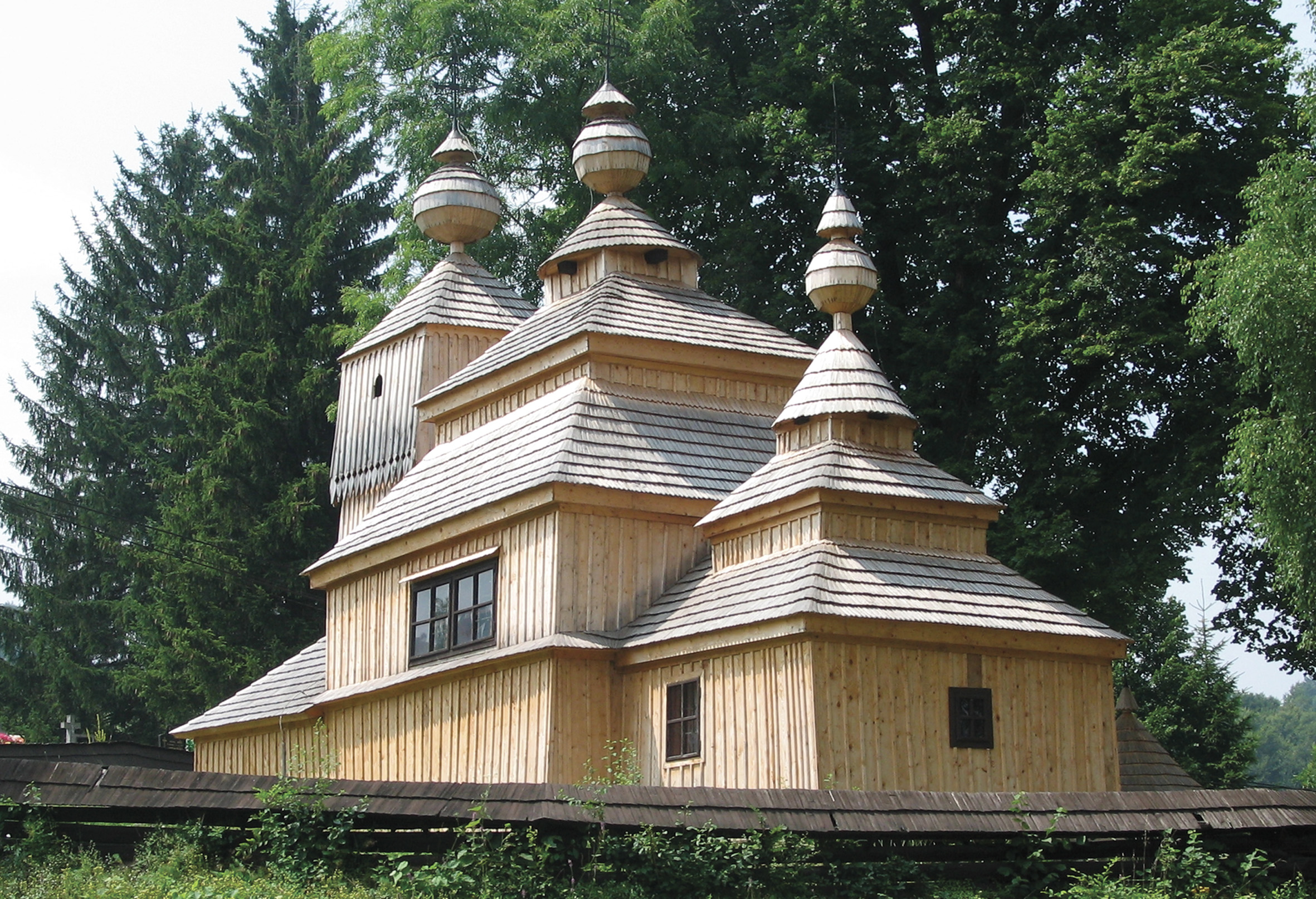
ボドルジャルに在る聖ニコラス教会
この木造教会は、ルシンの民俗建築の一例であり、世界遺産にも登録されている。

### 世界遺産
スロバキア国内には、ユネスコの世界遺産リストに登録された文化遺産が4件、さらにウクライナにまたがって1件の自然遺産、ハンガリーにまたがって1件の自然遺産が存在する。

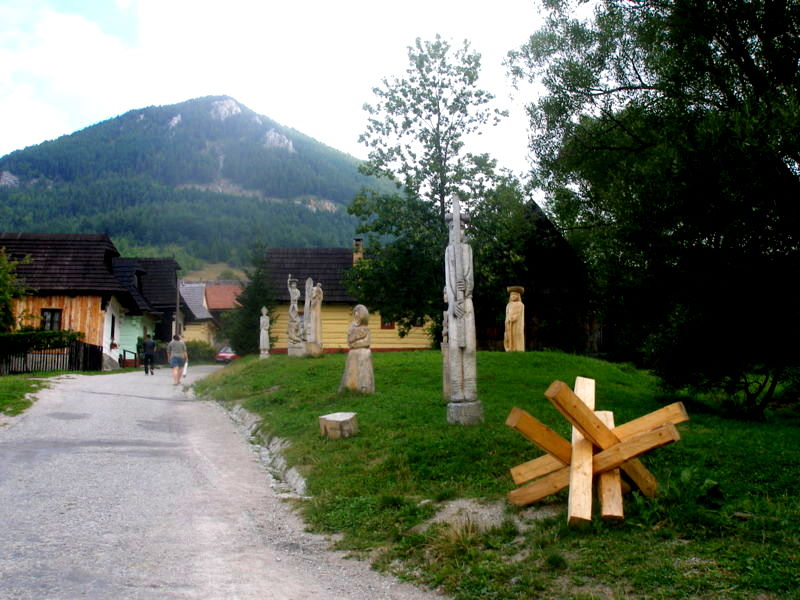
ヴルコリニェツ
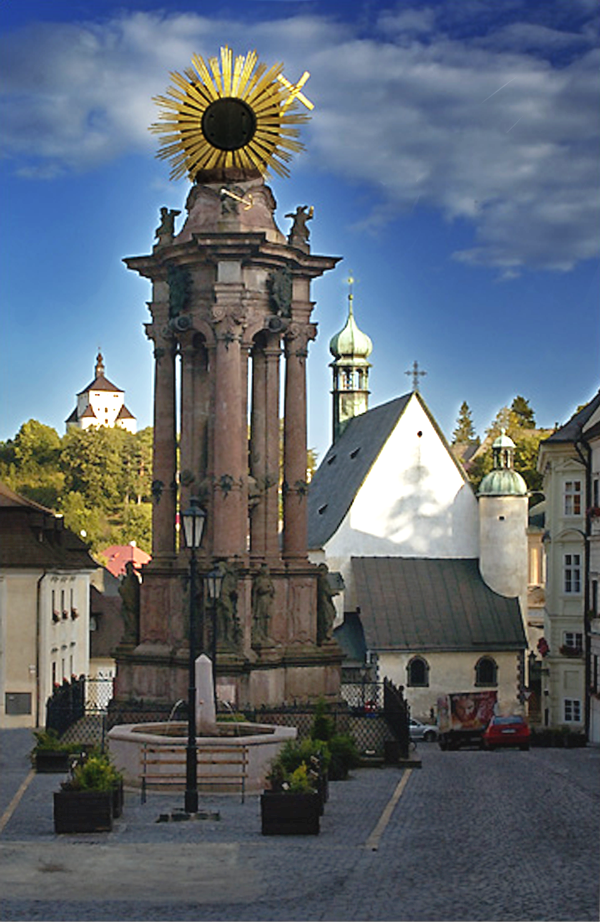
バンスカー・シュチャヴニツァ
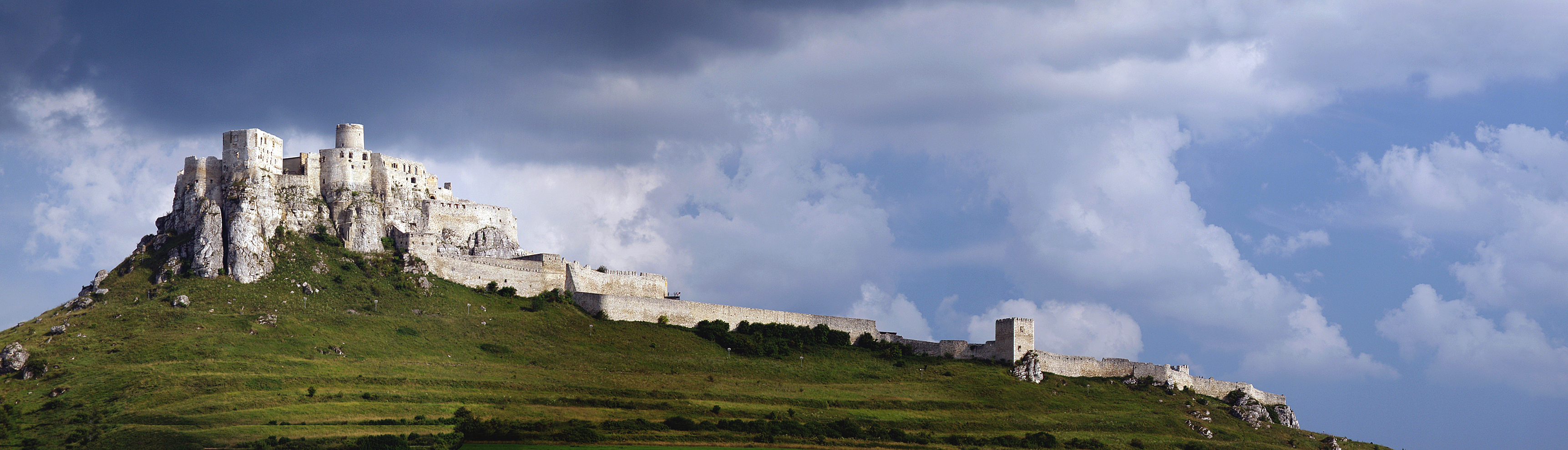
スピシュスキー城
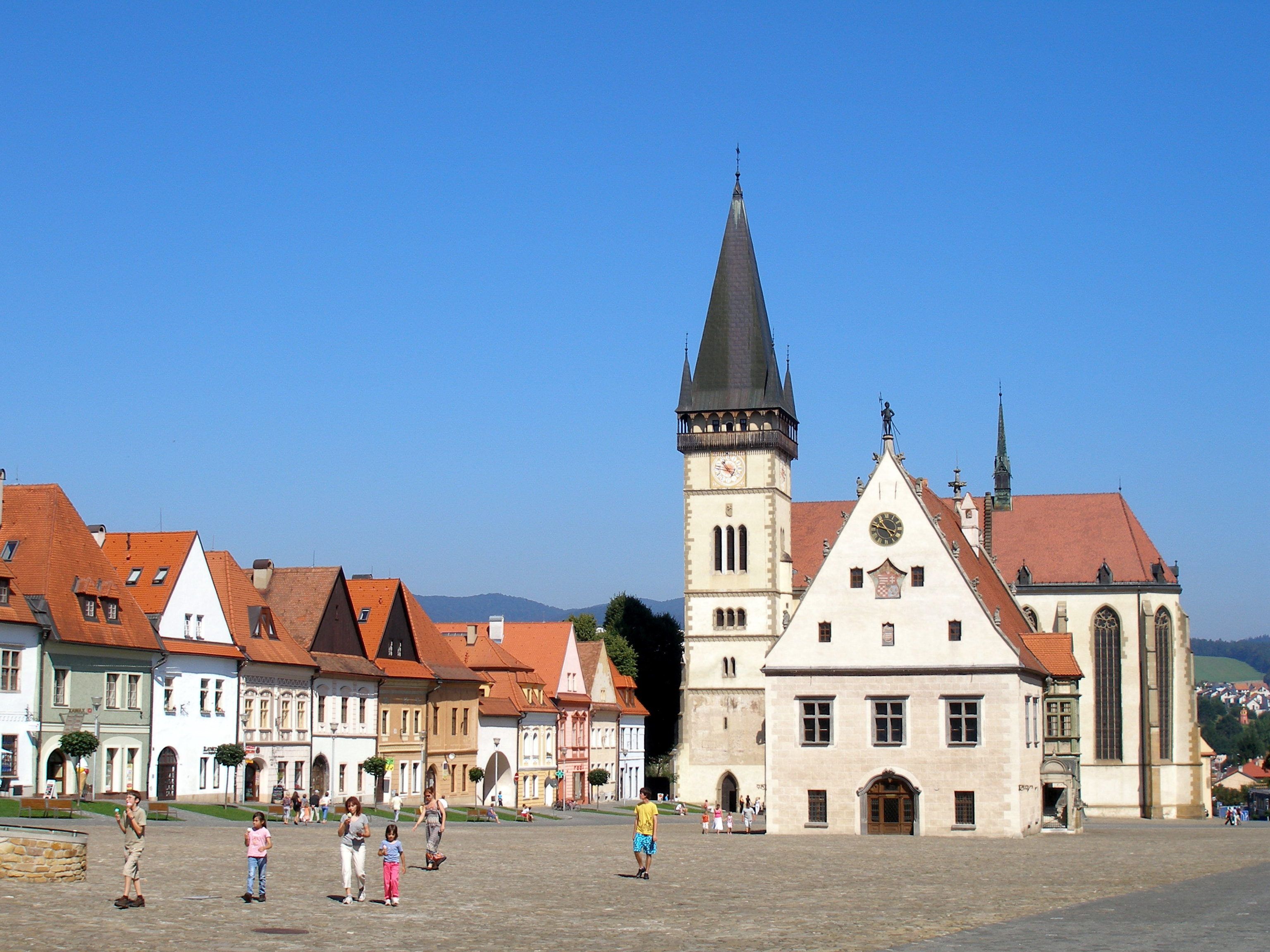
バルデヨフ
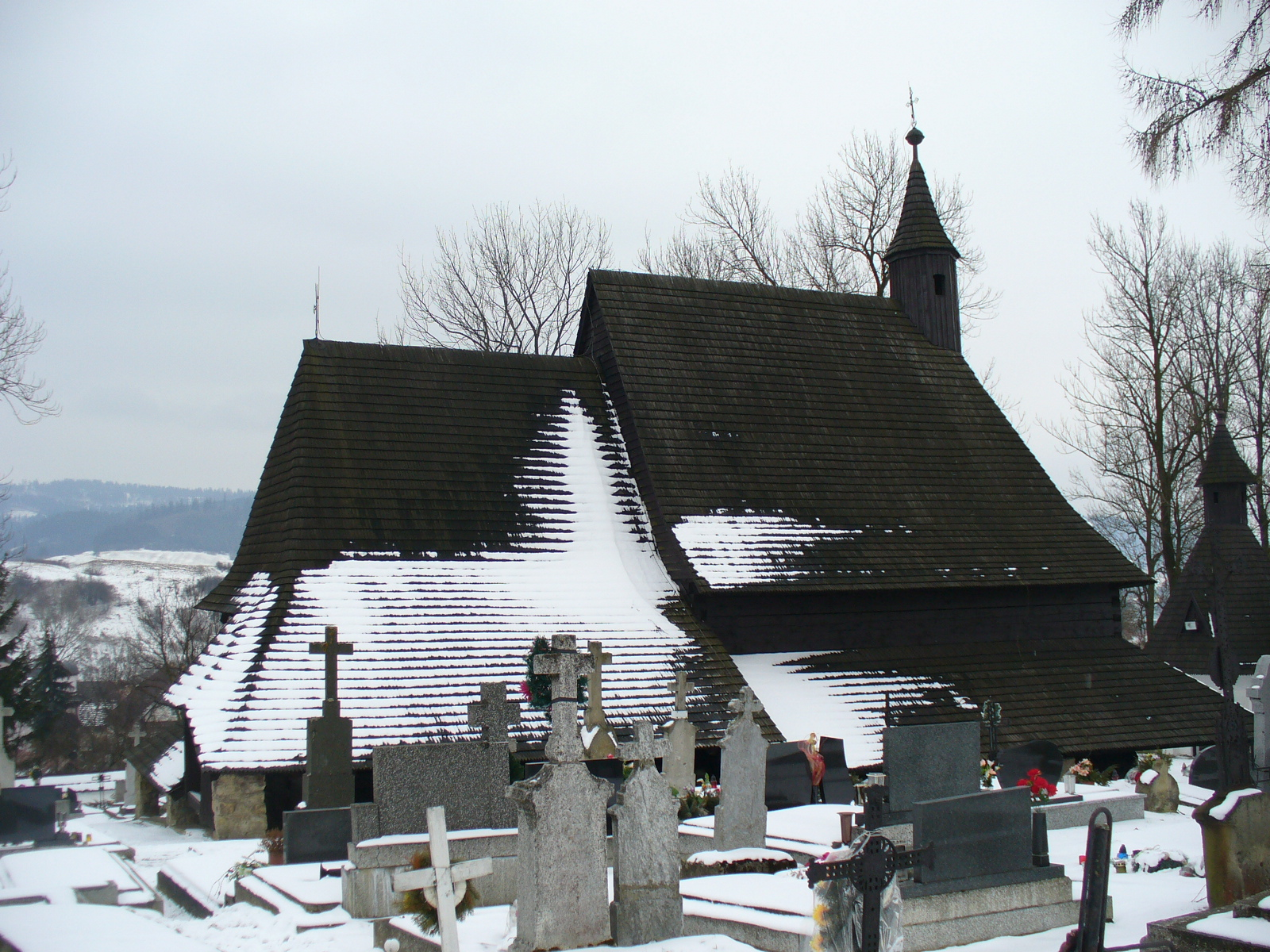
トゥヴルドシーンの諸聖人教会
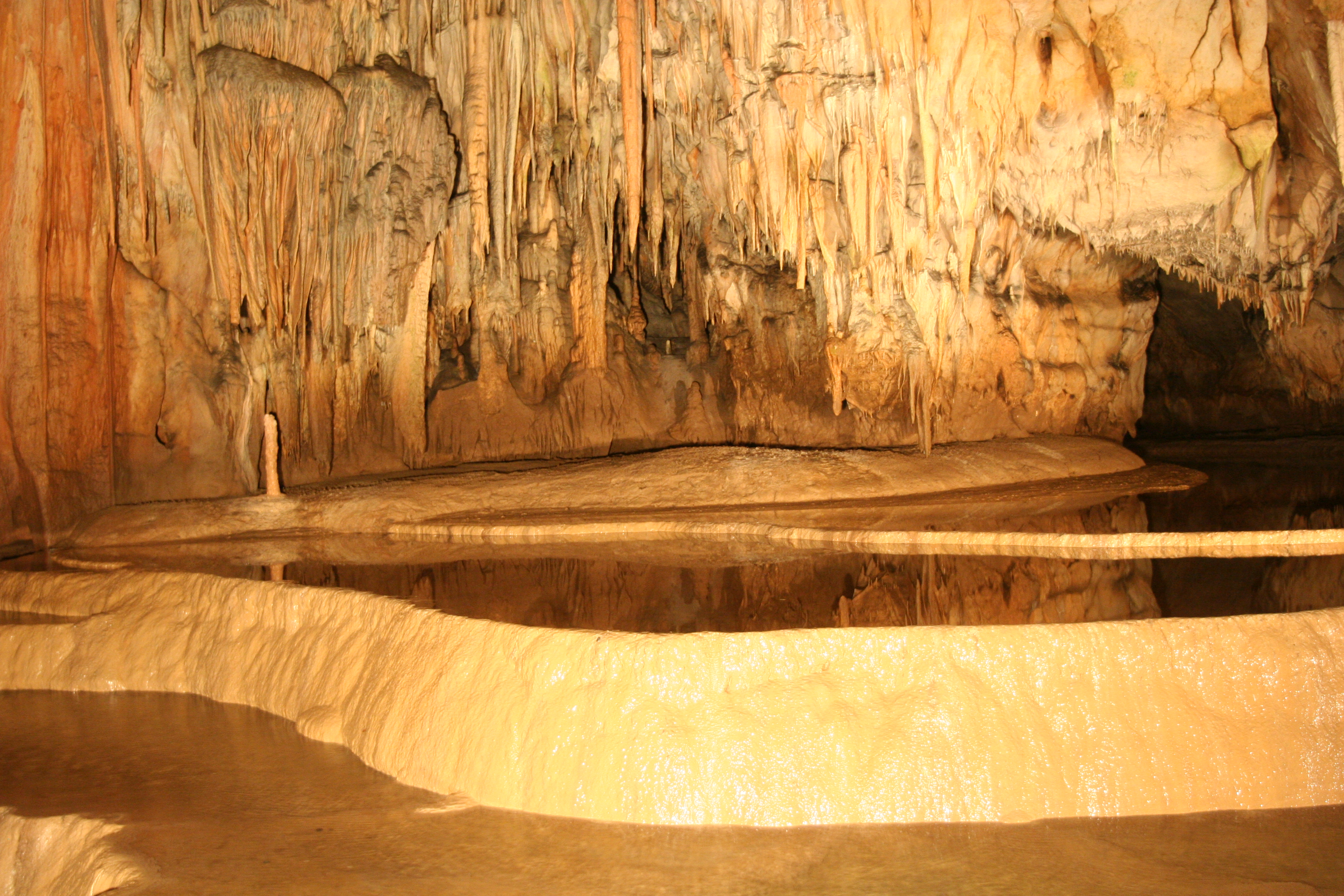
アグテレク・カルストとスロバキア・カルストの洞窟群
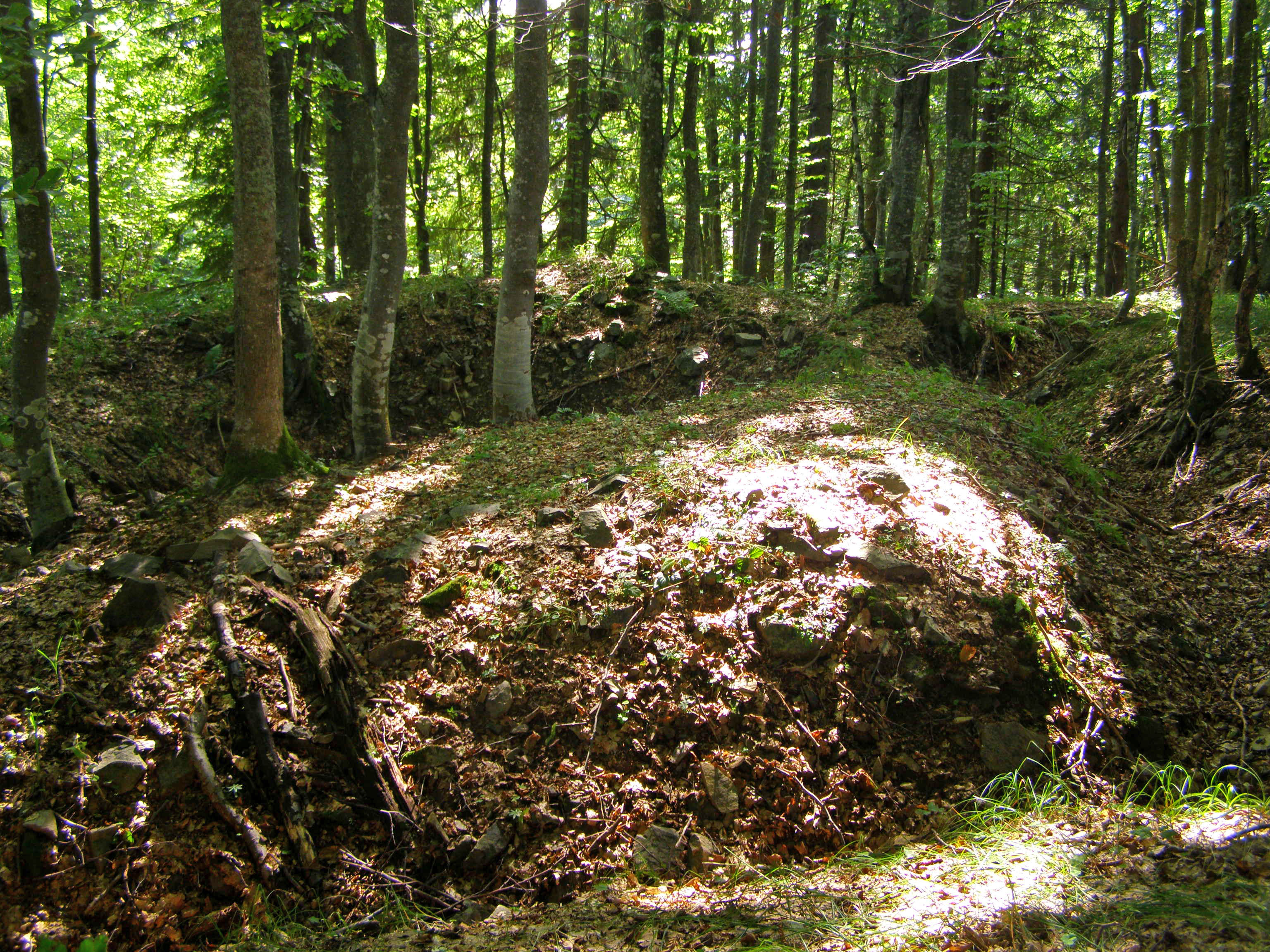
カルパティア山脈のブナ原生林

### 祝休日
国家祝休日および記念日法（スロバキア共和国国民議会1993年法律第241号）に定める国家の祝日、国民の休日は次の通り。

#### 国家の祝日
| 日付     | 日本語                           | スロバキア語                            | 備考 |
| -------- | -------------------------------- | --------------------------------------- | --- |
| 01月01日 | スロバキア共和国記念日           | Deň vzniku Slovenskej republiky         | チェコスロバキア連邦制解消（1993年1月1日）にともなう主権国家スロバキア共和国の誕生を記念                                         |
| 07月05日 | 聖キュリロスと聖メトディオスの日 | Sviatok svätého Cyrila a svätého Metoda | キュリロスとメトディオスがキリスト教とキリル文字をもたらしたことを記念                                                           |
| 08月29日 | スロバキア国民蜂起記念日         | Výročie Slovenského národného povstania | 1944年8月29日にナチス・ドイツ傀儡政権（スロバキア共和国）に対して蜂起したスロバキア国民蜂起（SNP）を記念                         |
| 09月01日 | 憲法記念日                       | Deň Ústavy Slovenskej republiky         | スロバキア国民評議会（SNR）による1992年の同日のスロバキア共和国憲法の採択と制定を記念                                            |
| 11月17日 | 自由と民主主義のための戦いの日   | Deň boja za slobodu a demokraciu        | 1939年11月17日にナチス・ドイツに抵抗して殺害されたチェコ人学生と、1989年の同日に始まったビロード革命を記念（旧・国際学生記念日） |

過去の国家の祝日
| 日付     | 日本語                              | スロバキア語                                         | 備考 |
| -------- | ----------------------------------- | ---------------------------------------------------- | --- |
| 10月28日 | チェコスロバキア国家独立記念日      | Deň vzniku samostatného česko-slovenského štátu      | 1918年のチェコスロバキア第一共和国独立を記念。1993年以降、記念日として平日扱いに変更。                            |
| 11月1日  | 和解の日 - 政治的暴力犠牲者追悼の日 | Deň zmierenia - Pamiatka obetiam politického násilia | 2回の世界大戦における戦死者を追悼。1990年以降、「諸聖人の日」（Sviatok všetkých svätých）として国民の休日に変更。 |

#### 国民の休日
| 日付      | 日本語               | スロバキア語                         | 備考                                                                             |
| --------- | -------------------- | ------------------------------------ | -------------------------------------------------------------------------------- |
| 01月06日  | 公現祭（三賢人の日） | Zjavenie Pána (Sviatok Troch kráľov) |                                                                                  |
| 3月 - 4月 | 大金曜日（聖金曜日） | Veľký piatok                         | ヴェリュカー・ノッツ（Veľká noc、復活祭）                                        |
| 3月 - 4月 | 復活祭の月曜日       | Veľkonočný pondelok                  | イースターマンデー（復活祭後最初の月曜日）                                       |
| 05月01日  | 労働の休日           | Sviatok práce                        | メーデー                                                                         |
| 05月08日  | 対ファシズム勝利の日 | Deň víťazstva nad fašizmom           | 1945年5月8日のナチス・ドイツ傀儡政権（スロバキア共和国）降伏と欧州戦線終結を記念 |
| 09月15日  | 聖母マリアの日       | Sedembolestná Panna Mária            |                                                                                  |
| 11月01日  | 諸聖人の日           | Sviatok všetkých svätých             | 社会主義時代は「和解の日」（Deň zmierenia）                                      |
| 12月24日  | 豊かな日             | Štedrý deň                           | クリスマス・イヴ                                                                 |
| 12月25日  | 第一クリスマス休日   | prvý sviatok vianočný                | クリスマス                                                                       |
| 12月26日  | 第二クリスマス休日   | druhý sviatok vianočný               | ボクシング・デー                                                                 |

### 記念日
国家祝休日および記念日法に定める記念日（Pamätné dni）は次の通り。平日扱いとなる。
| 日付     | 日本語                               | スロバキア語                                              | 備考 |
| -------- | ------------------------------------ | --------------------------------------------------------- | --- |
| 03月25日 | 人権のための戦いの日                 | Deň zápasu za ľudské práva                                | 1988年にブラチスラヴァ市でカトリック教徒が開いた反体制集会が強制的に排除解散させられた事件を記念                                                 |
| 04月13日 | 不当迫害の日                         | Deň nespravodlivo stíhaných                               | 1950年にチェコスロバキア共産党によって国内の修道院の大半が強制的に廃止された事件を記念                                                           |
| 05月04日 | シュテファーニク追悼記念日           | Výročie úmrtia M. R. Štefánika                            | チェコスロバキア独立運動の中心となったスロバキア人軍人ミラン・ラスティスラフ・シュテファーニク（1919年事故死）を記念                             |
| 06月07日 | スロバキア民族の覚書記念日           | Výročie Memoranda národa slovenského                      | 1861年にスロバキア人の自治地域を要求してマルチンで宣言された「スロバキア民族の覚書」（Memorandum národa slovenského）を記念                      |
| 07月05日 | 在外スロバキア人の日                 | Deň zahraničných Slovákov                                 | 国家祝日の「聖キュリロスと聖メトディオスの日」に合わせ、国外在住のスロバキア人移民をたたえる                                                     |
| 07月17日 | スロバキア共和国独立宣言記念日       | Výročie deklarácie o zvrchovanosti SR                     | 1992年にスロバキア国民議会（現・スロバキア共和国国民議会）が行ったスロバキア共和国の国家主権宣言採択を記念                                       |
| 08月04日 | マチツァ・スロベンスカーの日         | Deň Matice Slovenskej                                     | 1863年にマルチンで設立された民族文化団体「マチツァ・スロベンスカー」（Matica slovenská）を記念                                                   |
| 09月09日 | ホロコーストと人種差別暴力犠牲者の日 | Deň obetí holokaustu a rasového násilia                   | 1941年9月にナチス・ドイツが設置したガランタ郡セレジュ市の強制収容所におけるユダヤ人およびスロバキア人の犠牲者を追悼                              |
| 09月19日 | スロバキア国民議会の日               | Deň vzniku Slovenskej národnej rady                       | スロバキア民族の独立を目指して1848年に設立された「スロバキア国民議会」（第一議会）を記念                                                         |
| 10月06日 | デュクラ峠犠牲者の日                 | Deň obetí Dukly                                           | 1944年にスロバキア解放を目的にスロバキア・ポーランド国境のデュクラ峠でソ連軍が行った対ドイツ戦の犠牲者を追悼                                     |
| 10月27日 | チェルノヴァーの悲劇の日             | Deň černovskej tragédie                                   | 1907年にチェルノヴァー村（現・ルジョムベロク市チェルノヴァー街区）でスロバキア人神父が率いるデモ隊にハンガリー憲兵隊が銃撃し殺害された15人を追悼 |
| 10月28日 | チェコスロバキア国家独立記念日       | Deň vzniku samostatného česko-slovenského štátu           | 1918年にプラハで行われたチェコスロバキア国家独立宣言を記念。1992年までは国家の祝日                                                               |
| 10月29日 | シュトゥール誕生の日                 | Deň narodenia Ľ. Štúra                                    | 1843年にスロバキア語の文語を作り普及させた言語学者リュドヴィート・シュトゥールの誕生日を記念                                                     |
| 10月31日 | 宗教改革の日                         | Deň reformácie                                            | 1517年にマルティン・ルターがローマ教会の堕落に抗議して95ヶ条の論題を公表したことを記念                                                           |
| 12月30日 | スロバキア教会管区分離の日           | Deň vyhlásenia Slovenska za samostatnú cirkevnú provinciu | 1977年にローマ教皇パウロ6世がスロバキアの教会管区昇格を宣言したことを記念                                                                        |

### スポーツ
スロバキアではサッカーが国技であり、圧倒的に人気のスポーツとなっている。さらにカヌー競技の強豪としても知られており、国際大会で主流の人工コースなどの練習環境が充実している。そのため、羽根田卓也のように自国から練習拠点を移す選手もいる。スキーやアイスホッケーなどのウィンタースポーツも盛んであり、近年はペーター・サガンの活躍から自転車競技の人気も高まるなどしている。
サッカー
1993年にプロサッカーリーグのフォルトゥナ・リーガが創設された。サッカースロバキア代表はチェコとの分離独立後、FIFAワールドカップには2010年大会で初出場しベスト16の成績を収めた。UEFA欧州選手権でも2016年大会で初出場しベスト16となっている。同国ではセンターバックのポジションに世界的な選手を輩出しており、リヴァプールで長年活躍したマルティン・シュクルテルや、インテル・ミラノで活躍するミラン・シュクリニアルなどが非常に有名である。